# Akercocke
Akercocke är ett progressivt black metal/death metal band från Storbritannien som grundades år 1997 i London av Jason Mendonça och David Gray efter upplösningen av deras tidigare band, "Salem Orchid". Akercocke upplöstes officiellt 2012, men återförenades 2016.

## Medlemmar
Nuvarande medlemmar
- Jason Mendonça – gitarr, sång (1997–2012, 2016– )
- David Gray – trummor (1997–2012, 2016– )
- Paul Scanlan – gitarr (1997–2003, 2016– )
- Sam Loynes – keyboard, sampler (2017– )

Tidigare medlemmar
- Rob Archibald – keyboard
- Peter Theobalds – basgitarr (1997–2007)
- Martin Bonsoir – keyboard, elektronik (1997–2003)
- The Ritz (Daniel Reeves) – synthesizer (2003–2006)
- Matt Wilcock – gitarr (2004–2010)
- Pete Benjamin – basgitarr, synthesizer (2007–2012)
- Dan Knight – gitarr (2011–2012)
- Nathanael Underwood – basgitarr (2016–2018)

Livemedlemmar
- Sam Loynes – keyboard, elektronik (2010–2012, 2016–2017)
- Michal Huk – basgitarr (2017–2019)
- Sammy Urwin – sång (2019)
- Federico Benini – basgitarr (2019– )

Bidragande musiker (studio)
- Tanya Kemp – sång (1999, 2001)
- Nicola Warwick – sång (1999, 2001)
- Vanessa Gray – violin (2001)
- Dean Seddon – sång (2001)
- Ilia Rodriguez – gitarr, elektronik (2003)

## Diskografi
Demo
- 1998 – 1998 Promo

Studioalbum

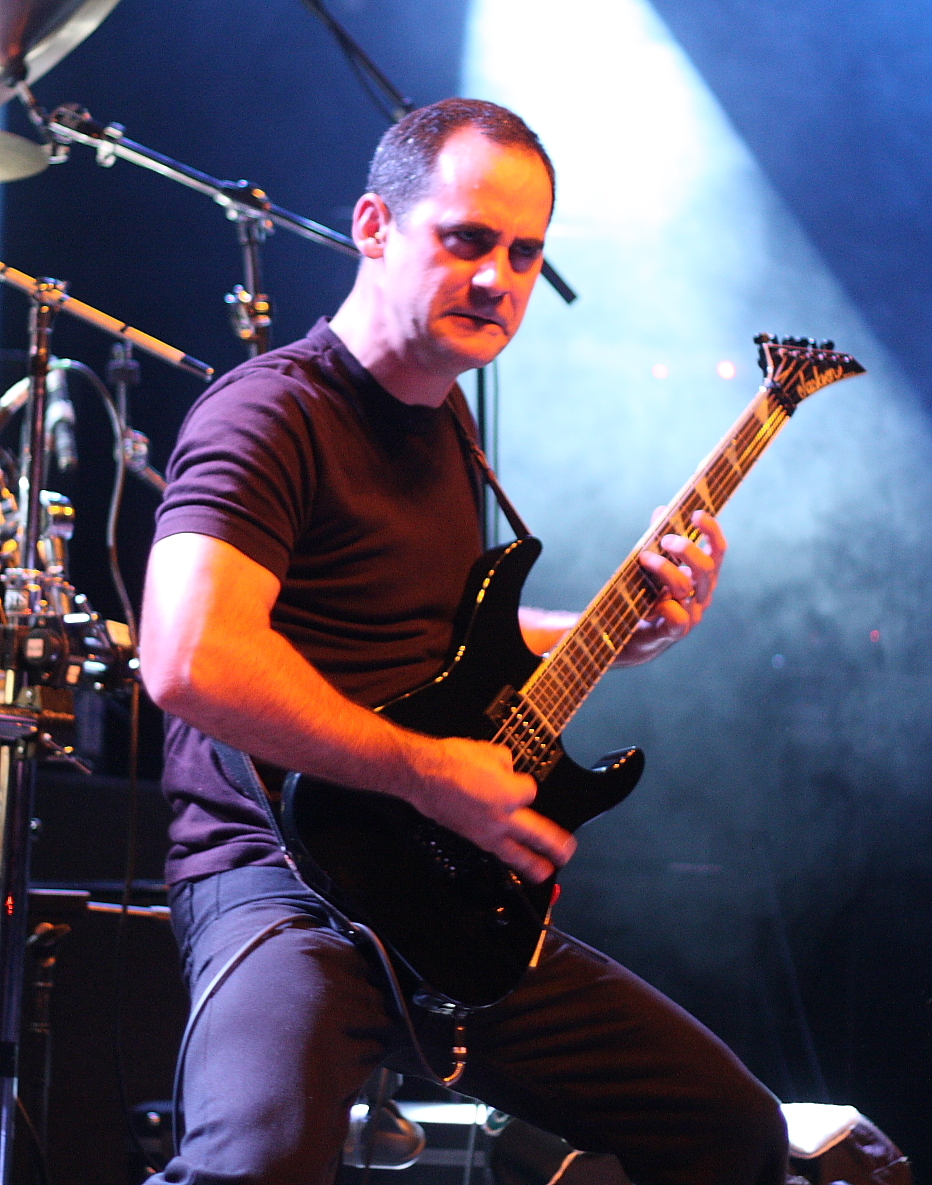
Jason Mendonça med Akercocke 2009.

- 1999 – Rape of the Bastard Nazarene
- 2001 – The Goat of Mendes
- 2003 – Choronzon
- 2005 – Words That Go Unspoken, Deeds That Go Undone
- 2007 – Antichrist
- 2017 – Renaissance in Extremis

Singel
- 2005 – "Eyes of The Dawn" / "The Fulcrum"
- 2017 – "Rebirth: Inner Sanctum"

Samlingsalbum
- 2011 – Choronzon & Words That Go Unspoken Deeds That Go Undone (2 x CD album)[2]